# ترانس‌کانادا

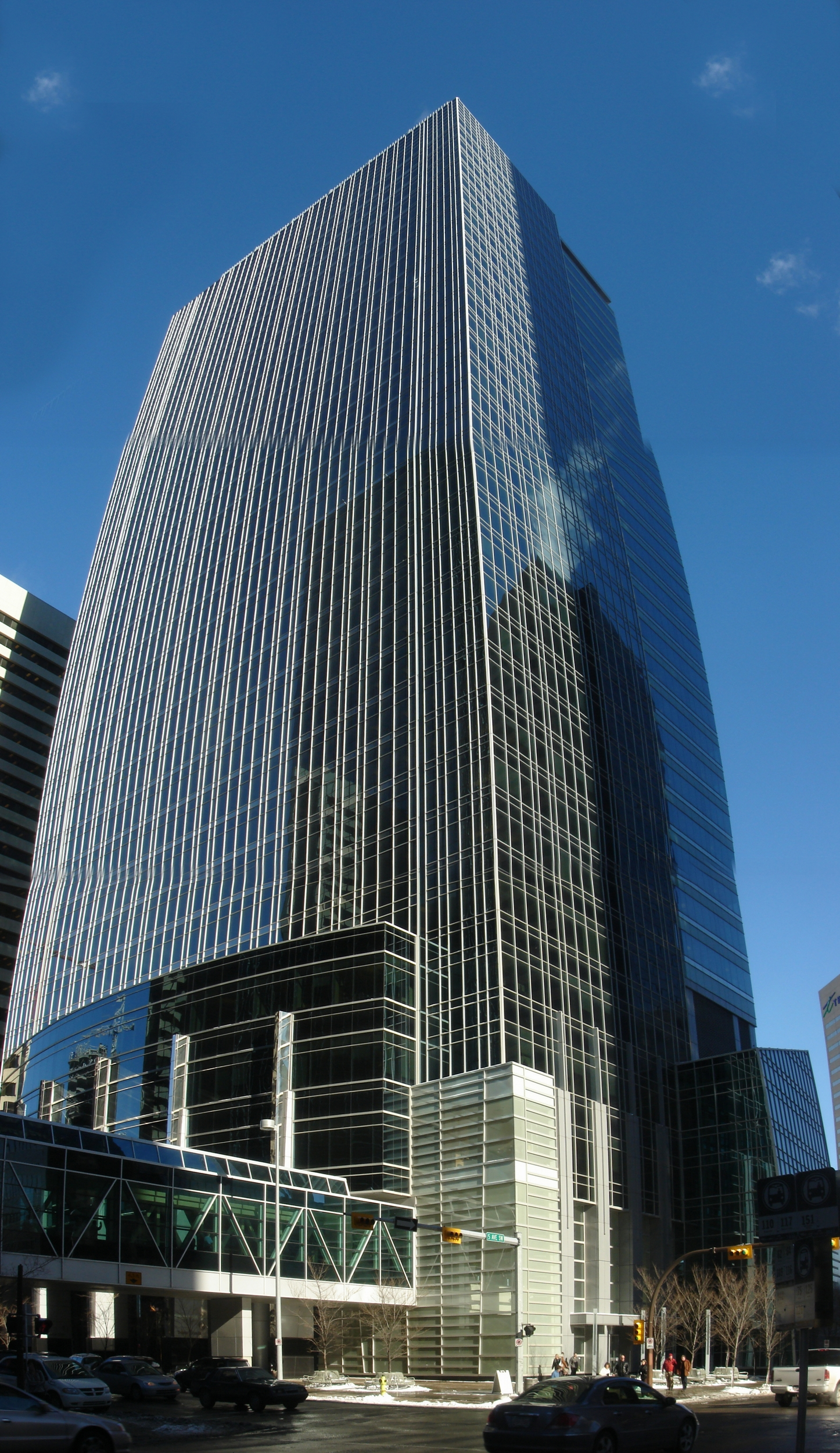
دفتر مرکزی ترانس‌کانادا در برج ترانس‌کانادا واقع در کلگری، آلبرتا

ترانس‌کانادا (به انگلیسی: TransCanada) شرکت انرژی کانادایی است، که دفتر مرکزی آن در کلگری، آلبرتا قرار دارد.
این شرکت در حال توسعه و اجرای زیرساخت‌های انرژی در آمریکای شمالی می‌باشد. ترانس‌کانادا دارای شبکه گسترده ۵۹ هزار کیلومتری خط لوله است، که تقریبأ به تمام بخش‌های عمده عرضه گاز طبیعی در آمریکای شمالی متصل است.
شرکت ترانس‌کانادا در سال ۱۹۵۱ در شهر کالگری تأسیس شد و در حال حاضر با در اختیار داشتن ۳۵۵ میلیارد فوت مکعب مخازن ذخیره‌سازی، دارای بزرگترین ظرفیت ذخیره‌سازی گاز در جهان می‌باشد. همچنین این شرکت دارای ظرفیت تولید برقی معادل ۱۰،۸۰۰ مگاوات است. ترانس‌کانادا بزرگترین سهام‌دار پروژه خط‌لوله تی‌سی است.